# Ida Russka
Ida Russka (Budapest, 5 dicembre 1890 – Baden, 13 dicembre 1983) è stata una cantante e attrice ungherese.

## Biografia
Appassionata di canto fin da bambina, Ida Russka si dedicò con successo all'operetta esibendosi a Vienna, a Berlino e in diversi teatri europei. Dal 1916 la sua popolarità la portò a interpretare alcuni film, derivati dalla tradizione operettistica, ma la sua principale attività rimase quella di cantante, che unì con l'allestimento di opere e la direzione di un teatro a Stoccarda.
Nel secondo dopoguerra tornò al cinema, partecipando anche al film Il processo di Georg Wilhelm Pabst, vincitore di due premi al Festival di Venezia del 1948.

## Filmografia
- Einen Jux will er sich machen (1916)
- Mausi (1918)
- Die Czardasfürstin (1919)
- Madame Blaubart (1919)
- Franz Lehar (1929)
- Il processo (1948)
- Wir haben eben geheiratet (1949)
- Profondità misteriose (1949)